# Деле-Хані
Деле-Хані (перс. دله خاني) — село в Ірані, у дегестані Сардар-е-Джанґаль, у бахші Сардар-е-Джанґаль, шагрестані Фуман остану Ґілян. За даними перепису 2006 року, його населення становило 16 осіб, що проживали у складі 5 сімей.

## Клімат
Середня річна температура становить 9,24 °C, середня максимальна – 24,36 °C, а середня мінімальна – -7,63 °C. Середня річна кількість опадів – 382 мм.
| Клімат поселення                              | Клімат поселення | Клімат поселення | Клімат поселення | Клімат поселення | Клімат поселення | Клімат поселення | Клімат поселення | Клімат поселення | Клімат поселення | Клімат поселення | Клімат поселення | Клімат поселення | Клімат поселення |
| Показник                                      | Січ.             | Лют.             | Бер.             | Квіт.            | Трав.            | Черв.            | Лип.             | Серп.            | Вер.             | Жовт.            | Лист.            | Груд.            |                  |
| Середній максимум, °C                         | 4,24             | 4,28             | 7,01             | 13,32            | 18,84            | 23,02            | 24,36            | 24,15            | 20,32            | 16,74            | 10,74            | 5,11             |                  |
| Середня температура, °C                       | −1,69            | −1,66            | 1,06             | 7,36             | 12,87            | 17,08            | 20,10            | 19,88            | 16,06            | 12,49            | 6,48             | 0,84             |                  |
| Середній мінімум, °C                          | −7,63            | −7,59            | −4,87            | 1,44             | 6,94             | 11,12            | 15,84            | 15,61            | 11,80            | 8,21             | 2,21             | −3,41            |                  |
| Норма опадів, мм                              | 31               | 32               | 54               | 57               | 40               | 16               | 13               | 11               | 21               | 35               | 32               | 40               |                  |
| Середньомісячна швидкість вітру, м/с          | 1.98             | 2.43             | 2.56             | 2.69             | 2.19             | 1.85             | 2.01             | 1.99             | 1.74             | 1.91             | 2.12             | 1.88             |                  |
| Середньомісячна сонячна радіація, кДж/м²·день | 7365             | 9949             | 12264            | 16303            | 20158            | 22844            | 23047            | 20028            | 17123            | 12254            | 9024             | 7034             |                  |
| --------------------------------------------- | ---------------- | ---------------- | ---------------- | ---------------- | ---------------- | ---------------- | ---------------- | ---------------- | ---------------- | ---------------- | ---------------- | ---------------- | ---------------- |
| Джерело:                                      |                  |                  |                  |                  |                  |                  |                  |                  |                  |                  |                  |                  |                  |